# Limoise
Limoise település Franciaországban, Allier megyében. Lakosainak száma 176 fő (2022. január 1.). Limoise Franchesse, Pouzy-Mésangy, Saint-Léopardin-d’Augy és Le Veurdre községekkel határos.

## Népesség
A település népességének változása:
| Lakosok száma | 196  | 180  | 156  | 170  | 181  | 163  | 156  | 154  | 168  | 176  |
|               | 1968 | 1982 | 1990 | 2006 | 2013 | 2015 | 2017 | 2019 | 2020 | 2022 |